# Lithophragma affine
Lithophragma affine är en stenbräckeväxtart som beskrevs av Samuel Frederick Gray. Lithophragma affine ingår i släktet Lithophragma och familjen stenbräckeväxter.

## Underarter
Arten delas in i följande underarter:
- L. a. affine
- L. a. mixtum